# 太平發電廠
太平發電廠，為一座位在臺灣臺東縣卑南鄉泰安地區的水力發電廠，其建於臺灣日治時期興建，當時原名為太巴六九發電所，後台灣電力公司接收後改為台灣電力公司太平發電廠，現已廢棄。

## 沿革

### 日治時期
太巴六九發電所最早建於臺灣日治時期，其電廠設置在臺東縣卑南鄉太平地區，並引用太平溪支流太巴六九溪進行發電，為一座慣常式 - 川流式水力發電廠。有效落差41.6公尺，最大用水量為0.665CMS，裝置容量為200KW。發電廠在1925年2月25日完工商轉發電。
1935年8月太巴六九溪山洪暴發，導致太巴六九發電所機械室全部流失。

### 戰後至今
1945年國民政府接收臺灣後，太巴六九發電所由台灣電力公司接手繼續營運發電，當時隸屬在台電公司台東營業區發變電科之下。1963年時太巴六九發電所改為改名為太平發電所。後改為台灣電力公司太平發電廠。
1975年（民國64年）強烈颱風妮娜（NINA）侵襲臺灣，因臺東地區連續5、6天的大雨，導致卑南鄉太平村境內大部份地區淹水，並發生災害性土石流，其中位在太平溪流域上的太平發電廠因而被土石淤埋，風災過後，台電公司便不再進行修復，即予以廢止。

## 設施
太平發電廠自日治時期結束撥交給台電公司營運後至1975年土石流掩埋之間並無任何改建與擴建計劃，該發電廠為川流式水力發電廠，經太巴六九溪上游之進水口（寬5.5尺，高4.5尺）取水後通過長104間（187.2公尺）長的頭水隧道（暗渠118.85間（213.93M），開渠170間（306M））以及沉砂池（長36尺，寬8尺，深6尺）後進入發電廠前池（長18尺，寬10尺，深9尺）蓄水。再由壓力鋼管輸送給水輪機推動發電機組發電。尾水經發電後導引至太巴六九埤圳供下游做農業灌溉使用。

### 機組
| 名稱   | 發電機型號                          | 水輪機型號                            | 機組數量 | 發電方式 | 有效落差（公尺） | 單一機組用水量（CMS） | 容量（MW） | 位置               | 興建年代      | 狀態   |
| ------ | ----------------------------------- | ------------------------------------- | -------- | -------- | ---------------- | --------------------- | ---------- | ------------------ | ------------- | ------ |
| 一號機 | 日本川北電機製200KW交流式同步發電機 | 日本電業社製220KW橫軸法蘭西斯式水輪機 | 1        | 川流式   | 41.67            | 最大0.6656CMS         | 0.2MW      | 臺東縣卑南鄉泰安村 | 1925年2月25日 | 已拆除 |

### 管理
- 電廠名稱：台灣電力公司太平發電廠
- 管理單位：台灣電力公司臺東區營業處發變電課
- 廠內編制：

### 設施
- 廠房類型：地面式（廠區占地43.4m²，廠房結構為混凝土壁。）
- 取水來源：太巴六九溪 - 太平溪支流
- 壓力鋼管：一條，長266.44尺，內徑1.5尺，厚0.25至0.3英吋[5]
- 輸出電壓：3,500V[6]

## 電廠現況

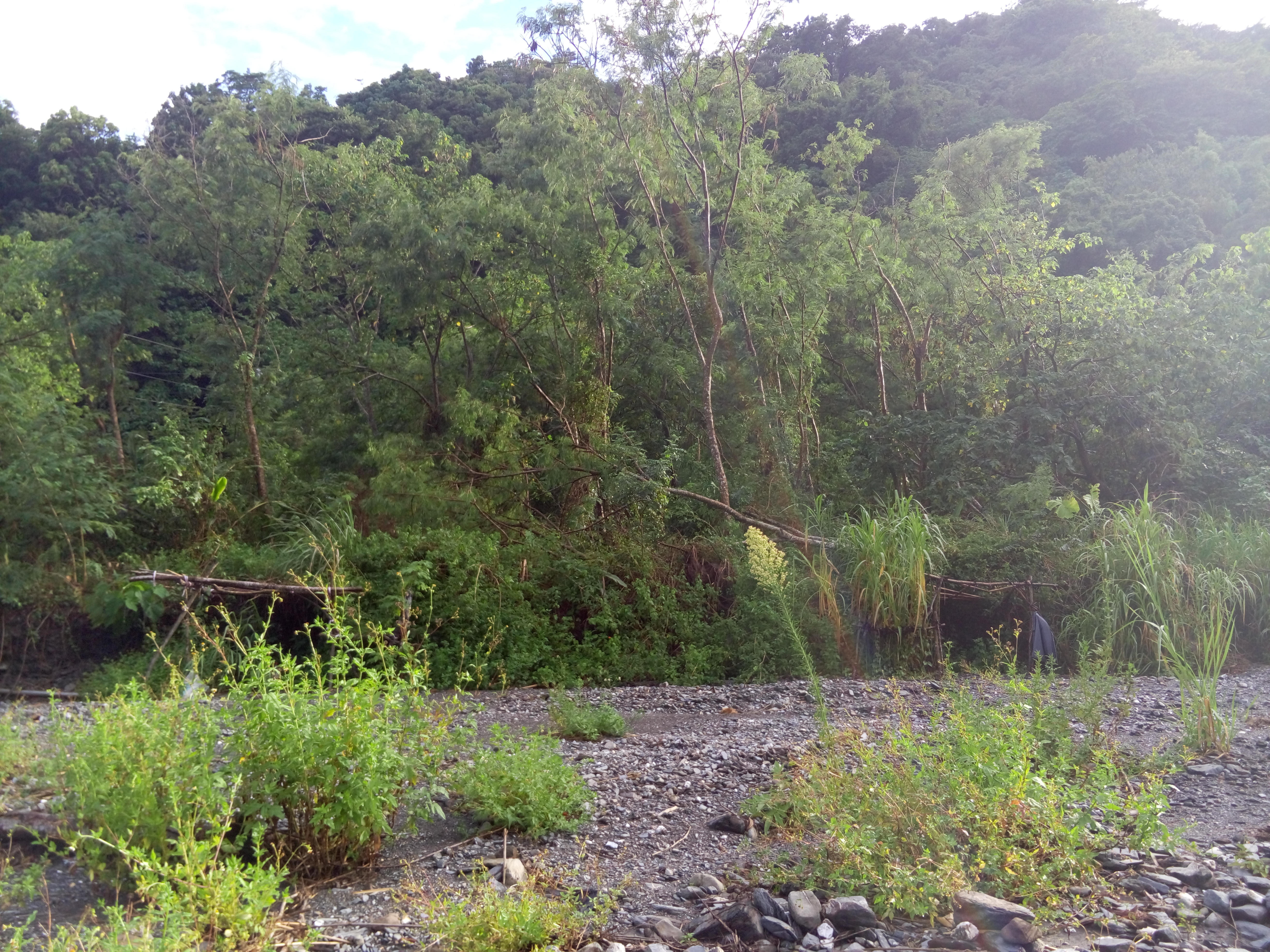
太平發電廠舊址發電廠房正上方，目前已變為太平溪支溪床。
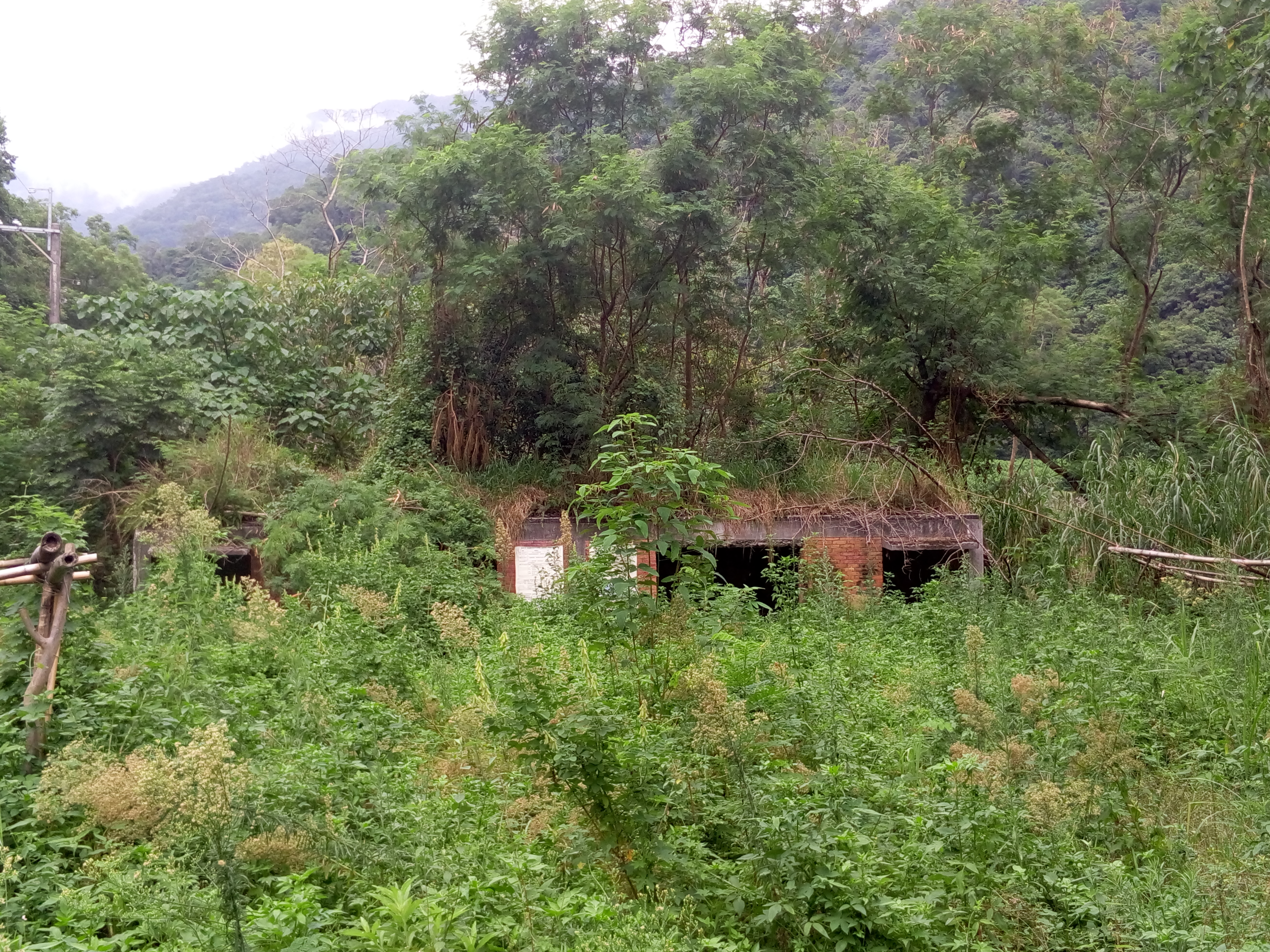
電廠員工宿舍，現僅存在2樓，1樓已遭土石掩埋，為太平發電廠目前唯一仍存在可供辨識的建築物。
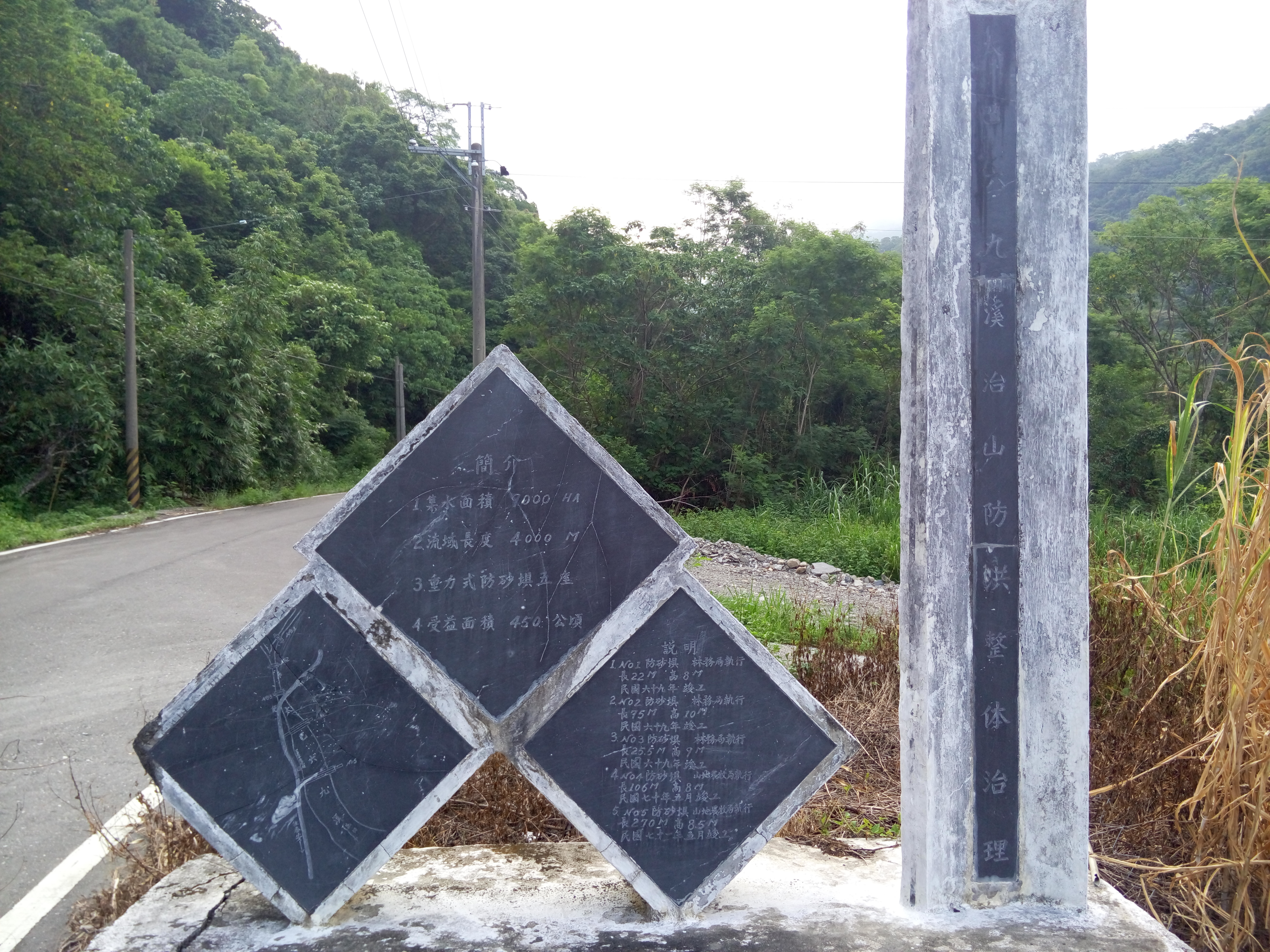
1975年爆發土石流後的整治紀念碑。
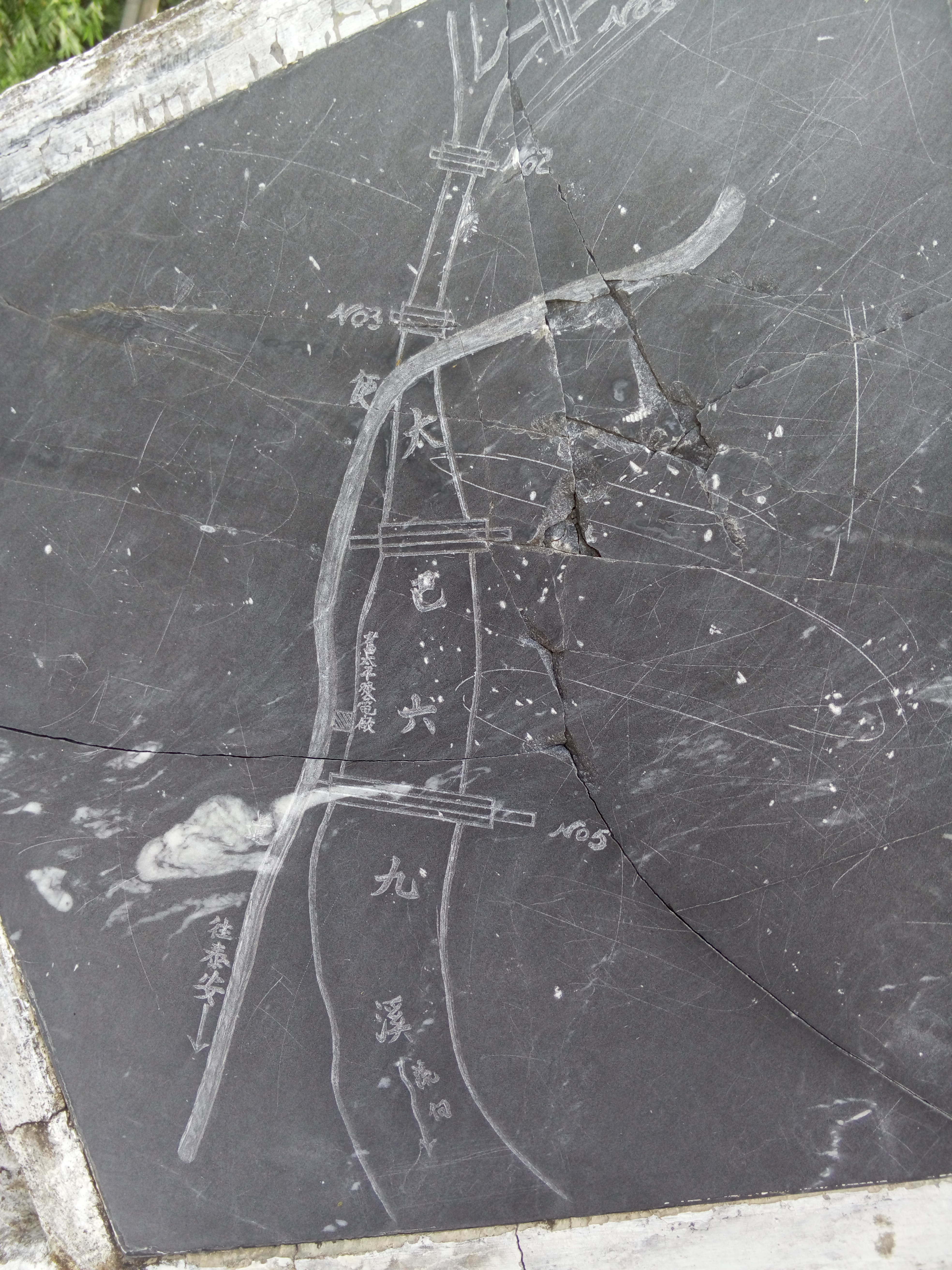
1975年爆發土石流後的整治紀念碑地圖標示，可見其發電廠原位置。

## 花絮
太平發電廠之所在地當地人另有「本港」或是「笨港」之稱呼，其地名之由來有一說即因太平發電廠之導水隧道的隧道之一詞發音接近台語的隧道（pōng-khang）而得名。

## 資料來源
1. ↑  朱瑞墉.  (PDF). 源雜誌76期. 2009年8月  [2015-08-25]. （原始内容存档 (PDF)于2016-04-14） （中文（臺灣））.
2. ↑  林炳炎. . 臺北市: 自刊. 1997年. ISBN 957-97197-7-2.
3. ↑   (PDF). 中華技術93期. 2012年1月  [2014-01-21]. （原始内容存档 (PDF)于2014-02-02） （中文（臺灣））.
4. ↑  . 台灣電力公司.   [2014-01-21]. （原始内容存档于2014-02-01） （中文（臺灣））.
5. 1 2  林炳炎. . 北投埔林炳炎. 2015年8月23日  [2015-08-25]. （原始内容存档于2021-07-23） （中文（臺灣））.
6. ↑  . 中央研究院.   [2015-10-04] （中文（臺灣））.[永久]
7. ↑  巴代. . 趨勢教育基金會.   [2015-10-04]. （原始内容存档于2015-10-13） （中文（臺灣））.